# Парк Гунхје
Парк Гунхје (кореј. 박근혜, Тегу, 2. фебруар 1952) јужнокорејска је политичарка и председница Јужне Кореје од 25. фебруара 2013. до 10. марта 2017. године. Она је прва, и до сада једина, жена која је била на месту председника Јужне Кореје.

## Биографија
Рођена је 1952. године у Тегуу, као прво дете Парк Чунг Хија, јужнокорејског диктатора. Од 2004. до 2006. и од 2011. до 2012. године била је председница конзервативне Велике националне странке (фебруара 2012. име промењено у странка Сајнури). Од 1998. године је чланица Националне скупштине Јужне Кореје.
Победила је на председничким изборима у Јужној Кореји 19. децембра 2012. године, што ју је чинило следећом председницом државе. Председнички мандат јој је започео 23. фебруара 2013. године, а завршен је одлуком Уставног суда 10. марта 2017. године.

## Политички скандал
Крајем октобра 2016. године, у јужнокорејским медијима су се појавиле оптужбе да је Паркова достављала поверљиве податке Чои Сун Сили, ћерки култног вође Чои Тае Мина. Чоијева, која је дугогодишња пријатељица Паркове, наводно је утицала на многе званичне одлуке председнице и искористила је како би изнудила чак 77,4 милијарди вона (око 6,94 милијарди динара) од јужнокорејских конгломерата под маском културних и спортских непрофитних фондација, да би касније тај новац користила за личне потребе.
Паркова се убрзо након обелодањивања скандала јавно извинила, а 29. новембра је понудила и оставку на место председника државе, коју је опозиција одбила, тражећи њен опозив. Званично је престала да обавља функцију председника 9. децембра 2016, након што је Народна скупштина једногласно изгласала њен опозив. Разрешена је дужности шефа државе одлуком Уставног суда 10. марта 2017. године. Ухапшена је 31. марта, а 17. априла 2017. и званично оптужена за злоупотребу положаја, корупцију, изнуду и објављивање државних тајни. Шестог априла 2018. године, Централни окружни суд у Сеулу је осуђује на 24 године затвора и новчану казну од 18 милијарди вона (око 1,61 милијарди динара по тадашњем курсу). Тиме је постала трећи председник Јужне Кореје који је осуђен због криминалних радњи.